# بریستول پریمری ترینر
بریستول پریمری ترینر (به انگلیسی: Bristol Primary Trainer) یک هواگرد ساختِ کارخانهٔ بریستول ایروپلین در کشور بریتانیا است. نخستین استفاده‌کنندهٔ این هواپیما شیلی بوده‌است. این هواگرد برای نخستین بار در ۱۹۲۳ میلادی مورد استفاده قرار گرفت.